# Lluís VIII de França
Lluís VIII de França dit el Lleó (París 1187 - Montpensier, Alvèrnia 1226), rei de França (1223-1226).

## Orígens familiars
Nasqué a la cort francesa de París el 5 de setembre de 1187 sent el primer fill, i únic supervivent, del primer matrimoni del rei Felip II de França i Isabel d'Hainaut. Per línia paterna era net de Lluís VII de França i Adela de Xampanya, i per línia materna de Balduí V d'Hainault i Margarida de Lorena.

## El declivi del poder angeví
El príncep Lluís va completar les victòries que el seu pare havia obtingut sobre la Dinastia Plantagenet, que al temps de Felip II August eren reis d'Anglaterra i comtes d'Anjou. Així Lluís va aconseguir prendre al rei anglès Joan sense Terra Poitou i La Rochelle, romanent en mans angleses tan sols la Gascunya i la Guyena.
El 1216 els barons anglesos es van rebel·lar contra el rei impopular Joan sense Terra i van oferir el tron al príncep Lluís. Immediatament partí cap a Anglaterra i fou proclamat rei a Londres el maig de 1216, tot i que no fou mai coronat. El príncep entrà a Londres i a la Catedral de Sant Pau fou acceptat com a rei amb una gran celebració. Diversos nobles li oferiren homenatge, entre ells Alexandre II d'Escòcia.
El 14 de juny va conquerir la ciutat de Winchester i ben aviat conquerí la meitat del regne anglès. Després d'un any i mig de guerra la majoria de barons partidaris de Lluís VIII havien desertat per la qual cosa hagué de posar fi a la seva demanda del tron anglès pel tractat de Lambeth de 1217, en el qual reconeixia com a rei Enric III d'Anglaterra.
Després de guanyar la batalla de Salvetat al setembre de 1217 amb un exèrcit català i occità format al comtat de Pallars, on Roger de Comenge era el comte consort de Guillemina I de Pallars Sobirà, Tolosa va obrir-li les portes a Ramon VII de Tolosa el 13 de setembre, i els croats ràpidament la posaren en setge i la van recuperar després de vuit mesos, el juny de 1218, i durant el qual va morir el mateix Montfort. Tolosa va retornar al domini de Ramon VI. Durant aquell temps, però, el nou papa de Roma Honori III havia convençut els francesos del nord d'implicar-se més en la croada i Felip II de França va manar al seu fill Lluís de fer una incursió a Marmanda, que estava assetjant Amaurí IV de Montfort, i posar setge a la ciutat de Tolosa el 1219, però Lluís acabà retornant a casa seva.

## Núpcies i descendents
Es casà el 23 de maig de 1200 a la Pont Audermer (Normandia) amb Blanca de Castella, filla d'Alfons VIII de Castella i Elionor d'Anglaterra. D'aquesta unió van néixer: 
- Felip de França (1209-1218)
- Lluís IX de França (1214-1270), rei de França
- Robert I d'Artois (1216-1250), comte d'Artois
- Santa Isabel de França (1225-1270) abadessa
- Joan d'Anjou (1219-1227), comte d'Anjou i Maine
- Alfons III de Poitiers (1220-1271), comte de Poitiers, casat el 1241 amb Joana de Tolosa i Aragó
- Felip Dagobert de França (1222-1232)
- Ettiene de França (1226)
- Carles I de Nàpols (1227-1285), comte d'Anjou i rei de Nàpols, casat el 1246 amb Beatriu I de Provença

## Coronació

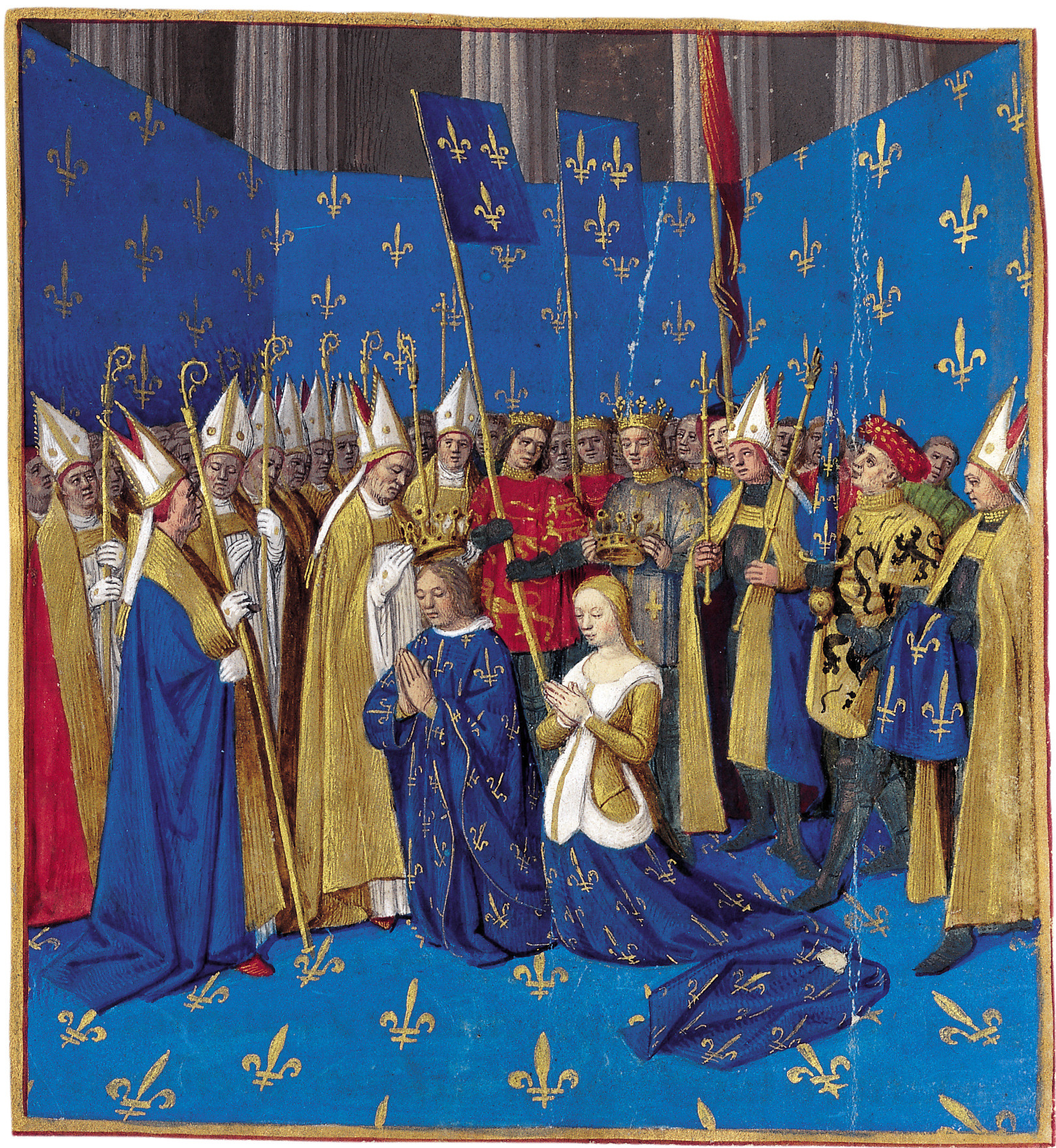
Coronació de Lluís VIII de França i Blanca de Castella el 1223

Fou coronat rei 6 d'agost de 1223 a la catedral de Reims a la mort del seu pare, sent el primer en no fer-ho segons manava la tradició de la Dinastia Capet: en presència del rei.
El seu regnat fou continuista amb l'obra del seu pare: canalitzar el sentiment d'una comunitat nacional, tot això enfrontant-se directament als senyors feudals per tal de centralitzar en ell el poder i deixar enrere el Feudalisme.
L'1 de novembre de 1223 va publicar una ordenança que prohibia els oficials establir deutes amb els jueus, capgirant així la política fixada pel seu pare Felip II. La usura, diners de préstecs amb interès, era il·legal pels cristians i estava amenaçada d'excomunió. Aquesta prohibició afectava tan sols als cristins, els jueus per la seva banda podien realitzar-la sense por a ser excomunicats. Aquella mesura de prohibició va permetre acabar amb aquesta argúcia legal i poder acabar amb un font constant de fricció entre l'església i l'Estat.
Tots els barons van acceptar la llei, excepte Teobald IV de Xampanya, el qual tenia un acord amb els jueus que li garantitzaba una renda addicional d'impostos. Teobald IV es va convertir així en una de les forces opositores més importants de la Dinastia Capet, i la seva hostilitat es va posar de manifest al llarg de tot el seu regnat.
El 1225, el consell de Bourges va excomunicar el comte Ramon VII de Tolosa, i va declarar una croada contra els barons meridionals. Lluís va veure en aquest fet una ocasió d'or per poder enfortir els seus drets reials al sud. Roger Bernat II de Foix va intentar posar pau al conflicte però el rei va refusar la mediació, per la qual cosa els comtes de Foix i Tolosa van aliar-se contra el rei francès.
Mentre el rei tornava cap a París va morir de disenteria el 8 de novembre de 1226 al castell de Montpensieur, a Alvèrnia. Fou enterrat a la catedral de Saint-Denis.